# Ravnica (plane)
Ravnica is in het ruilkaartspel Magic: The Gathering een wereld waarvan de primaire planeet bedekt is met één enorme stad. Hier spelen zich de serie’s Ravnica: City of Guilds, Guildpact en Dissension af.

## Het Guildpact
De Gildes van Ravnica zijn gebonden aan het Guildpact, een tienduizend jaar oude overeenkomst tussen de Gildes. Hierin staat aangegeven welk Gilde wat mag doen (bijvoorbeeld Boros zijn het leger, Azorius zijn rechters). Het Guildpact werd uitgeroepen nadat de Gildes met een grote oorlog bijna heel Ravnica hadden verwoest. Elk jaar wordt de ondertekening van het Guildpact gevierd, door een dag per jaar alle wapens neer te leggen. Het Guildpact geeft bepaalde Gildes een monopolie op bepaalde diensten om de Gildes die zich te veel bemoeien met de zaken van andere Gildes rustig te houden.
Hierdoor is het onmogelijk voor het ene Gilde om door te dringen in het terrein van het andere Gilde, terwijl het Gilde ook beschermd wordt voor indringers van buitenaf. Hierdoor zijn de Gildes langzaamaan een expert geworden op hun gebied. Sommige Gildes, zoals de Selesnya, zijn tevreden met hun plaats binnen het Guildpact, terwijl andere Gildes, zoals de Orzhov alle kansen om meer macht te krijgen aangrijpen. De meeste burgers van Ravnica zijn geen lid van een Gilde, maar ze hebben de Gildes wel nodig in het dagelijks leven. De Gildes zijn overal op Ravnica aanwezig.

## Gildes

### Het Boros Legion
Het logo van de Boros is een vuist in een zon, de kleuren zijn rood/wit.
De Boros zijn het militaire Gilde, ze houden orde en wet in Ravnica en ze zijn er niet tegen om daar geweld voor te gebruiken. Het is een gigantische militaire macht, gestationeerd in hun hoofdkwartier Centerfort. De "politie" van Ravnica zijn de Wojek. Er zijn ook Skyjeks, een divisie van soldaten op de rug van grote pterosauriërs. Er wonen in het vliegende fort Sunhome alleen engelen, dat zijn de sterkste soldaten van de Boros. Er wordt gezegd dat de engelen een tijd geleden verdwenen zijn. De Boros halen hun inspiratie uit Razia, een aartsengel van heilig licht en vuur. Zij is de levende belichaming van de overtuigingen van het Gilde.
In de roman "Ravnica" wordt het hoofdkwartier van de Wojek aangevallen door een leger van de Golgari, onder leiding van de Gorgoon Ludmilla. Na veel doden aan beide kanten was de strijd snel over en de Golgari gingen terug naar de onderstad. De Gorgoon zou gedood worden als ze zich ooit nog eens liet zien in de bovenstad.

### De Golgari Swarm
Het logo van de Golgari is een insectenkop met 2 pijlen eromheen, de kleuren zijn zwart/groen.
Ze zijn het Gilde van de terugwinning en ze geloven dat je pas kunt leven nadat je bent opgestaan uit de dood. Ze regelen de cyclus van leven en dood en soms versnellen ze de dood zelfs om zo meer leven uit de dood te kunnen halen. Ze hebben een gigantische horde van ondoden, die zowel een leger als arbeiders zijn. Ze nemen de verlaten stukken van de onderstad langzaam over. Ze beseffen niet dat hun creaties "heidens" zijn, ze vinden het gewoon leuk om leven op te bouwen uit de dood. Dit Gilde bevat veel afdelingen, van zombies en ondode plantenresten tot harpijen en gorgonen tot de duistere elfen van Ravnica, beter bekend als de Devkarin. Het Gilde wordt momenteel geleid door de "Sisters of Stone Death", een trio gorgonen.
In de roman "Ravnica" wekt de Devkarin elfenshamaan Savra de oude Gildeleider, de zombiegod Svogthir, tot leven en neemt zo de controle over van de zusters. Zo dwingt ze de enige zuster die ze in leven laat, Ludmilla om de generaal van haar leger te worden. Daarna is Savra vermoord door Szadek en heeft haar broer, Jarad, de controle over het Gilde op zich genomen. In het Guildpact staat dat de Golgari gratis voedsel moeten uitdelen aan de armen en Gildelozen.

### Het Selesnya Conclave
Het logo van de Selesnya is een boom waarvan de takken de zon vasthouden, de kleuren zijn wit/groen.
Dit Gilde is erop gericht om al het bestaande leven in stand te houden en zo veel mogelijk nieuw leven te creëren. Ze keuren individualisme sterk af omdat de hele groep belangrijker is dan een individu. Ze worden geleid door een koor van oude Dryaden en hun militaire tak zijn de Ledev, elfen die rijden op grote wolven.
In de roman "Ravnica" stort dit Gilde bijna in elkaar doordat Savra en Szadek samen probeerden om de controle over te nemen. Hiervoor heeft Savra eerst een Loxodon gedood om zo aan een steen te komen, waardoor ze geaccepteerd zou worden binnen de Selesnya. Ook heeft ze Vitu-Ghazi, de heilige boom van de Selesnya geïnfecteerd met haar duistere krachten. Savra nam de controle over "quietmen" van de Selesnya, die ze gebruikte om haar eigen Gilde, de Golgari, te bevoordelen. Hierdoor ontwaakte Mat-Selesnya, een oude ziel in het binnenste van Vitu-Ghazi en Szadek begon, nadat hij Savra gedood had, haar energie te drinken. Jarad kon net op tijd een horde insecten op Szadek afsturen en zo de Selesnya redden.

### House Dimir
Het logo van de Dimir is een spin met een oog op zijn rug, de kleuren zijn blauw/zwart.
Dit is een schaduwgilde, waarvan veel mensen denken dat het alleen bedacht is om kinderen bang te maken: het enige wat de andere negen Gildes erover weten, is dat het bestaat. Het werkt in het geheim en heeft een netwerk van spionnen en huurmoordenaars om zo veel mogelijk geheimen te weten te komen. De Dimir maken veel gebruik van geesten, vanwege hun loyaliteit en hun vermogen om door muren heen te kunnen. Ook is de kans dat ze zo ontdekt worden veel kleiner. Ze worden geleid door Szadek, een vampier met psychische krachten.
In de roman "Ravnica" gebruikte Szadek Savra om Mat-Selesnya en daarmee de macht van het Guildpact, te vernietigen. Szadek werd verslagen, Mat-Selesnya hersteld en met Szadek is "afgerekend", hoewel het niet bekend is of hij echt dood is.

### Het Orzhov Syndicate
Het logo van de Orzhov is een zonsverduistering, de kleuren zijn wit/zwart.
Hoewel de Orzhov doen alsof ze een religie zijn, zijn het eigenlijk handelaren en elke economische transactie binnen Ravnica verloopt volgens hun regels. Ooit volgden ze een echte religie, maar vandaag de dag zijn macht en rijkdom hun goden. Ze houden alleen vast aan hun religie omdat ze zo meer controle hebben over de massa’s mensen van Ravnica. De Orzhov leven van zaken en ze kopen en verkopen alles, van spreuken tot land tot slaven. Op hun markten kun je alles kopen…..als je genoeg betaalt. Door hun talent in het sluiten van deals en af en toe een goed geplaatste omkoping, is hun invloed overal voelbaar, van de hoogste Azorius rechtbank tot in het diepste riool van de Golgari.
Hun dienaren zijn meestal tot leven gewekte waterspuwers en geesten, die uit de lichamen van mindere leiders worden gehaald. Als de rijkste en machtigste Orzhov sterven, wordt hun ziel met allerlei rituelen opgewekt als een geest, ongebonden door materiële dingen. Al die geesten samen vormen een Raad van Geesten, die alleen de hebberigste, sluwste en intelligentste zielen heeft. Eeuwenlange ervaring met rechtspraak hebben de Orzhov er heel bedreven in gemaakt om de regels van het Guildpact precies zo te buigen als het hun uitkomt. Ze hebben geen strijdmacht, maar die heb je niet nodig als je half Ravnica kan opkopen.
In de roman “Ravnica” sluit een Wojek officier een contract met de Orzhov, waardoor zijn ziel blijft doorleven als hij vermoord wordt. Die ziel kan alleen rust vinden als een “wreker” (die zelf het contract niet hoeft te tekenen) de moordenaar vindt en dan doodt of berecht.

### De Izzet League
Het logo van de Izzet is een gestileerde draak, de kleuren zijn blauw/rood.
De Izzet zijn, als wetenschappers, verantwoordelijk voor alle technologie en magie die Ravnica draaiende houden. Hun onderzoek verloopt meestal nogal chaotisch, waardoor het vaak misgaat. Ze zorgen bijvoorbeeld dat natuurlijke rampen, zoals aardschokken, tegengehouden worden, maar dit wordt meestal gevolgd door een aantal niet-natuurlijke rampen. Ze hebben de riolen ontworpen en de markten overladen met alle luxe hebbedingetjes die je maar kunt bedenken. Ze zijn ontwerpers en onderzoekers, nooit tevreden, altijd op zoek naar betere technologie en magie. Doordat ze alleen gefocust zijn op hun werk, zijn ze van alle Gildes het minst bezig met politiek en intriges binnen Ravnica.
Ze zijn ook flink ongeduldig, wat er vaak tot leidt dat hun experimenten eindigen in een grote, uitgebrande krater. Hun Gildeleider is Niv-Mizzet, een extreem intelligente (en temperamentvolle) draak. Hij is het meest intelligente wezen op de planeet, hoewel zijn temperament hem al een heleboel verkoolde assistenten heeft opgeleverd. Hij heeft ook de “weird”gecreëerd, een wezen dat de goblin moet gaan vervangen als dienaar. Goblins hebben namelijk het probleem dat ze zichzelf nogal eens overschatten als het gaat om hoe belangrijk en nuttig ze zijn. Ook zijn ze nogal dom en ze beginnen net aan door te krijgen dat ze misschien vervangen gaan worden (hoewel goblins nog wel handig zijn als levend proefkonijn).

### De Gruul Clans
Het logo van de Gruul is een brandende boom, de kleuren zijn rood/groen.
Dit is niet echt een Gilde, maar eerder verscheidene oorlogszuchtige clans: de Ghor, de Skarrgian en de Burning Tree. Ze hadden vroeger een rol in Ravnica, maar daarna zijn ze versplinterd in een federatie van clans. Ze leven in de sloppenwijken van Ravnica, waar ze leven van het land en rondstampen in ongerichte woede. Elke clan heeft zijn eigen leiden, zijn eigen leger en zijn eigen manier om dingen te doen. Toch hebben ze een doel gemeen: totale anarchie. Ze willen de stad die ze heeft uitgestoten verwoesten en de Gildes die hun omlaag hebben gehaald vernietigen.
Normaal gesproken zou dit ze niet bepaald tot helden maken, maar aangezien ze allemaal uit zijn op totale vernietiging, zijn ze trots op hun doel. De meeste mensen kennen de Gruul als een Gilde van bedelaars, een beeld dat de woede onder de oppervlakte verbergt. Deze clans zijn ook een laatste toevlucht voor uitgestotenen en daardoor hebben ze veel verschillende leden: misvormde mensen, goblins, viashino’s, maar ook bergreuzen en trollen. De kracht van de Gruul ligt in zijn gigantische kracht en snelheid waarmee ze aanvallen, ze opereren guerrilla-achtig. Eén clan kan moeiteloos een blok van een stad wegvagen en omdat er verschillende clans zijn, kunnen ze door de hele stad toeslaan en de georganiseerde Gildes verrassen. Ze wonen rond Skarrg, the Rage Pits, waar de woede van de natuur naar boven komt en hun leider is Borborygmos, een gigantische cycloop.

### De Azorius Senate
Het logo van de Azorius is een doolhof in een driehoek, de kleuren wit/blauw.
Ze maken de wet van Ravnica en ze willen, wat er ook voor nodig is, de elite van de stad blijven. Hun leider, Hoge Rechter Augustin, gelooft dat de beste manier om Ravnica veilig te houden is door hem de leider te maken en de rest van Ravnica te onderdrukken.

### De Cult of Rakdos
Hun logo is een brandende schedel, de kleuren zijn zwart/rood.
Deze Gilde wordt gevormd door de volgelingen van de demonische heerser Rakdos en als iemand in Ravnica huurmoordenaars, bommenleggers of zelfmoordenaars nodig heeft, moet je bij deze Gilde zijn. Alles bij hun draait om vernietiging, gewoon omdat ze dat zo leuk vinden. Ze zijn te chaotisch om een doel op de lange termijn te hebben, maar met zo ongeveer alles wat ze doen, maken ze de Gruul blij.

### De Simic Combine
Hun logo is een vloedgolf met 3 takken, de kleuren blauw/groen.
De originele rol van de Simic was de natuurlijke ecosystemen van Ravnica te behouden. Nu ze gefaald hebben, gebruiken ze hun krachten om nieuwe wezens te creëren, die meestal goed overleven in de betonjungles van de stad. Ze worden geleid door de elf Momir Vig.

## Gildeleiders
Dit zijn de stichters van de Gildes en zij bepalen of het Gilde in vrede of oorlog leeft. Het woord van de Gildeleider is wet voor iedereen in Ravnica. De Gildeleiders verschillen zelf heel erg van elkaar: je hebt engelen en demonen, draken en geesten. De Gildeleiders geloven allemaal ook heilig in de standpunten van hun Gilde. Ze zetten aan tot hoop en verspreiden angst.
Er zijn in Ravnica nog maar vier Gildeleiders die hun Gilde ook opgezet hebben: Razia, de Boros aartsengel, Szadek, de Dimir vampier, Niv-Mizzet, de Izzet draak en Rakdos, de demon van de Rakdos Cult.

### Razia, the Archangel of Fire
Ze is de leider van het Boros Gilde en ze wil dat iedereen in Ravnica in harmonie leeft, zelfs als daarvoor bloed vergoten moet worden.

### The Sisters of the Stone Death
Ze staan ook bekend als L3, de gorgonen Ludmilla, Lexya en Lydya en ze heersen over de Golgari met een ijzeren vuist. Ze stammen overduidelijk af van slangen, ze slissen veel tijdens het praten.

### The Chorus of the Conclave
Een groep dryaden die met hun liederen de Selesnya besturen.

### Szadek, Lord of Secrets
Een oeroude vampier en meesterlijke telekineet, waarvan sommigen zeggen dat hij ouder is dan de Gildes zelf. Hij heerst over de Dimir vanuit de schaduwen, waar hij met oneindig geduld wacht tot hij de ultieme macht kan grijpen.

### The Ghost Council of Orzhova
De leiders van de Orzhov zijn eigenlijk de ondode geesten van alle oude Gildeleiders. Ze worden in stand gehouden door hebzucht en haat en genieten ervan om de andere Gildes te manipuleren.

### Niv-Mizzet, the Firemind
Deze 10000 jaar oude draak is de oprichter en de leider van de Izzet. Hij is het slimste wezen op Ravnica, maar ook het temperamentvolste. Hij is ook ongelofelijk ijdel en noemt veel van zijn creaties naar zichzelf, onder andere: Het Gilde zelf, het hoofdkwartier van het Gilde en een metaaltype ontwikkeld door het Gilde, genaamd Mizzium.

### Borborygmos
Deze gigantisch grote en ongelooflijk sterke cycloop is waarschijnlijk een afstammeling van de stichter van de Gruul. Hij is eigenlijk de leider van de grootste clan en wordt meestal gezien terwijl hij een aanval tegen beschaafde mensen leidt.

### Grand Arbiter Augustin IV
Hij is een rechter van de Azorius en hij gelooft dat iedereen precies hetzelfde behandeld moet worden. Hij denkt dat verandering tot chaos leidt en daarom niet nodig is. De Azorius zorgen dat zijn wil echt de wet wordt in Ravnica.

### Rakdos
Rakdos is een demonische heerser, die zijn kult leidt. Hij heeft meestal goblins en minotaurussen als dienaren en wil chaos creëren in de straten van Ravnica. Hij vindt het het leukst om een paar miezerige mensjes te verpletteren.

### Momir Vig
Hij is een elf, die levenloze voorwerpen tot leven kan wekken. Hij doet intens onderzoek, net als de Izzet, maar hij bekijkt zijn werk koel en afstandelijk.

## Gildekampioenen
Elk Gilde heeft niet alleen een leider, maar ook een held, die zijn of haar nut voor het Gilde heeft bewezen. Als kaarten geven zij meestal de bonussen in Themadecks.

### Agrus Kos, Wojek Veteran
Agrus is een van de helden van het boek “Ravnica” en hij is een sterke ondersteuner van de wet. Over het algemeen is hij een goede persoon, maar als het om bepaalde misdaden of misdadigers gaat, wil hij nog weleens oververhit raken. Hij heeft, ondanks de wetten die drinken voor Wojeks verbieden, een drankprobleem.

### Savra, The Dark Queen of the Golgari
Savra is een duistere elf en vooral een sterke shamaan. Ze is wreed en berekenend, maar toch ook verleidelijk en aantrekkelijk. Ze is immuun voor de blik van de Zusters en voordat ze gedood werd door Szadek, heeft ze samen met de godzombie Svogthir 2 van de Zusters gedood en zich laten uitroepen tot koningin van de Golgari.

### Tolsimir Wolfblood, the Sacred Paladin of the Conclave
Tolsimir speelde niet mee in het boek “Ravnica”, maar een andere Ledev, Fonn, deed dat wel. Er wordt gezegd dat Tolsimir’s wolf Voja de sterkste en snelste wolf van het Selesnya Conclave is.

### Circu, Dimir Lobotomist
Over Circu is momenteel niets bekend, hij is gehuld in het mysterie van House Dimir.

### Teysa, Orzhov Scion
Neem twee gelijke delen ambitie en uitvoering en je hebt Teysa. Met een paar goedgeplaatste woorden en af en toe een geplande glimlach kan ze praktisch iedereen haar wil uit laten voeren.

### Tibor and Lumia
Deze twee legendes vertegenwoordigen de twee belangrijkste elementen voor de Izzet, vuur en wind.

### Ulasht, the Hate Seed
Ulasht is een legendarische hydra, die de ruïnes van Ravnica bewoont. Ze wordt door de Gruul aanbeden omdat ze gezien wordt als het symbool van ultieme anarchie.

### Experiment Kraj
Experiment Kraj is gemaakt door Momir Vig en is het resultaat van jaren onderzoek naar groei van de Simic. Het gilde weet Experiment Kraj niet meer onder controle te houden waardoor het voor veel rampen zorgt in Ravnica.

### Isperia the Inscrutable
Dit wezen is een sphinx en helpt de Azorius om de orde te bewaren in Ravnica en de wetsovertreders te straffen. Ze vliegt boven Ravnica om de boel in de gaten te houden. Als ze chaos ziet (bijvoorbeeld van de Rakdos of Gruul) valt ze gelijk aan.

### Lyzolda, the Blood Witch
Zij heeft veel offerings rituelen gedaan voor de Rakdos, meestal werden hun eigen leden geofferd, voor persoonlijk voordeel voor Lyzolda en Rakdos zelf. Zij is meestal de leidster van diverse "chaos uitstapjes" van de Rakdos leden.